# Jiří Křivka
Jiří Křivka (* 12. prosince 1961 Ústí nad Orlicí) je český kytarista, zpěvák, skladatel a publicista. Jeho otec byl chemik, cyklista a mistr sportu Josef Křivka, matka operní pěvkyně Vlasta Křivková. Po narození bydlel s rodiči v Pardubicích, ale brzo se přestěhovali do Prahy. Jako dítě hrál na zobcovou flétnu, pianino a harmonium. Po krátké epizodě s houslemi a po smrti otce v roce 1973 se začal věnovat kytaře a nahrávání. Na základní škole v Malešicích založil nejdříve Instrumental duo s Milanem Krištofem, se kterým experimentoval v domácím studiu a chodil na hodiny klasické kytary. Poslouchal The Beatles, nahrávky Jimiho Hendrixe, Santany a Mike Oldfielda. S dalším spolužákem Otou Balážem potom založil svoji první kapelu. To už ho zajímala hlavně baskytara, hra na bubny a objevování možností elektroniky. Jako kytarista příležitostně doprovázel školní pěvecký sbor a s Balážem občas vyplňovali hodiny hudební výchovy společnými improvizacemi. V polovině 70. let ho oslovila tvorba Franka Zappy a později inspirovala k založení Zikkuratu. 
Touha studovat hru na bicí ho přivedla až k talentové zkoušce na pražské konzervatoři. Rozhodl se však pro studium na Střední průmyslové škole filmové. V létě 1977 nahrál s triem ve složení Jiří Křivka (el. kytara), Milan Krištof (bicí) a Pavel Kácha (baskytara) instrumentální verzi Prší, prší od Plastic People of the Universe. V prosinci ji pak předvedl s kapelou Bojler 77 na školní akci v Čimelicích. Ve škole se seznámil s bubeníkem Tomášem Havrdou a společně s Vilémem Čokem založili v Praze skupinu Zikkurat. Ta měla od roku 1978 zpočátku čtyřčlennou sestavu a vystupovala jen minimálně, než se představila na 9. Pražských jazzových dnech jako alternativní punkové trio. V prosinci 1979 poprvé předvedl na vystoupení v klubu U Zábranských svůj mini syntezátor FAEMI, upravený z jednohlasého nástroje sovětské výroby. Se Zikkuratem pak pokračoval v řadě pečlivě připravených koncertů, z nichž většina se nahrávala pro budoucí vydání. Na škole se přitom věnoval akustické hudbě s kytaristy Jaroslavem Kvízem a Vladislavem Bartoněm a z recese založil studiový projekt Transformátor. Podobný název měla fiktivní skupina Potenciometr, která se skládala ze členů Zikkuratu a několika spoluhráčů z kapely Punk Hard, později nechtěně proslavené jako Parchanti.
Po rozpadu Zikkuratu v roce 1981 a krátké existenci dua Zakkurit přijal nabídku Josefa Vondráška, aby rozšířil sestavu skupiny Letadlo. Mimo to občas vystupoval jako host s Classic Rock 'n' Roll Bandem. V létě 1982 odešel kvůli názorovým neshodám z Letadla a stal se členem skupiny HSG. Po společném vystoupení s Abraxas, OK Bandem a dalšími kapelami na rockovém festivalu na Kladně dostal nabídku od Vladimíra Kočandrleho z OK Bandu. S ním hrál až do poloviny roku 1983, včetně společných vystoupení s Die Puhdys a finskou skupinou Seitsemäs Maailma. Potom byl krátce členem první sestavy reggae skupiny Babalet (Drvota, Kumandžas, Šimek, Křivka). V témže roce začal vystupovat s pražskou folkovou skupinou Vidouc. Zkoušel založit svou kapelu s bubeníkem Pavlem Skalou a klávesistou Milanem Potočkem a baskytaristou Václavem Ježkem. Po zralé úvaze odmítl společný projekt se zpěvačkou Hanou Zaňákovou, později známou jako Lucie Bílá. Na čas ho zaujala nabídka místa kytaristy ve skupině Combo FH. V létě 1984 odjel na prázdninové soustředění s Tomášem Havrdou. Zde utrpěl vážný úraz, byl poražen vlakem a v nemocnici v Ostrově prodělal zástavu srdce a klinickou smrt. Po třech měsících léčení nastoupil v rámci rehabilitace jako kulisák do Divadla Jiřího Wolkera.
Začal se živit jako hudebník z povolání a se skupinou Audio doprovázel zpěvačku Blanku Šrůmovou. Pokračoval s kapelou Bob's Combo a od roku 1985 jako kytarista a zpěvák skupiny Mango pod vedením Miloslava Wainera, kde se znovu potkal s Tomášem Havrdou. V létě 1985 odjel se skupinou do Řecka doprovázet pod agenturou Pragokoncert koncertní show zpěváka Pavla Lišky. Po skončení turné byl Pražským kulturním střediskem přeřazen do skupiny baskytaristy Petra Brožka, ve které hráli i bývalí členové Jazz Q, bubeníci Michal Vrbovec a Libor Laun. S Petrem Brožkem hrál až do jara 1986, kdy z PKS odešel do Výzkumného ústavu rozhlasu a televize. Zde se ve volném čase věnoval konstrukci zesilovačů a elektrických kytar. Zkoušel hrát s folkovým písničkářem Wabi Daňkem, ale spolupráci brzy ukončil. V roce 1987 byl přijat k dennímu studiu na FAMU, kde potkal budoucího spoluhráče Davida Ondříčka. Kromě skládání a natáčení hudby ke studentským filmům se věnoval i vlastním projektům, jedním z nich bylo dokončení stavby kytarového komba. V roce 1988 se stal členem skupiny Oliver, s níž natočil oficiální videoklip a vystoupil na Rockfestu. V létě 1988 se stal jeho působištěm Karlův most, kde hrál flamenco a blues s Luborem Navrátilem. Americký saxofonista Frank Lev ho přivedl ke studiu jazzových standardů. S baskytaristou Jiřím Lamošem si společně zahráli v romantickém prostředí hradu Karlštejn a v hlubokém sklepení jednoho z domů nedaleko Národního divadla.
Na přelomu let 1988 a 1989 spoluzaložil skupinu Eden, ze které v roce 1989 vznikla skupina Toyen. Natočil s ní několik studiových nahrávek ve vlastní produkci. Nahrávka písničky Po stopách zmizelých železnic se stala podkladem pro známý videoklip Československé televize, kde hraje na akustickou kytaru. Po odchodu Ivo Hegera z Toyen přivedl jako náhradu Ondříčka. V tomto období se intenzivně věnoval skládání a natáčení vlastní hudby. Zabýval se východní filozofií a meditačními technikami a nejvíce ho zaujal alikvótní zpěv. Natočil zatím nevydané album Země skleněných mlýnů a nakonec nerealizovanou hudbu pro film Vojtěch, řečený sirotek režiséra Zdeňka Tyce (vydala ji po mnoha letech Fontána Music Library). V létě 1989 nahradil Karla Jančáka ve skupině Půlnoc. V roce 1990 s ní doprovázel Franka Zappu na jeho prvním vystoupení v Praze a zahrál si i s Lou Reedem. Ve Francii se na společném pódiu setkal s ostatními členy Velvet Underground. V témže roce na tři roky obnovil skupinu Zikkurat se zpěvákem Vladislavem Kulhavým a hráčem na klávesy Davidem Ondříčkem. V únoru 1990 se na Pražském hradě setkal s tibetským dalajlámou, jako člen filmového štábu a skladatel hudby k dokumentu o jeho návštěvě. Na základě nahrávek pro film vzniklo později druhé album pro vydavatelství Fontána Music Library. Na jaře 1990 se na koncertech Půlnoci, kterých se účastnil Allen Ginsberg a básník Nanao Sakaki, seznámil se dvěma japonskými hudebníky. Ve čtyřčlenné sestavě pak nahrál v kostele Sv. Jiljí na Starém Městě Pražském zatím nevydané album meditační hudby.
Po nabídce producenta Toma Lockenbauera založil fiktivní one man band s názvem Temelín, který natočil dvě písničky pro LP Akce punk. Jako hudební režisér a producent se podílel na nahrávkách skupin Zikkurat, Prouza a Kurtizány z 25. avenue. Ve stejném roce složil hudbu k filmu Pějme píseň dohola. S Půlnocí se zúčastnil druhého amerického turné a v Hollywoodu se potkal s Alice Cooperem. V roce 1991 vzniklo celé album Temelínu s provokativním názvem Fuckland. Natáčení ve čtyřstopém domácím studiu trvalo devět měsíců. Album vyšlo v době třicátých narozenin autora, který si nahrávání financoval z rozprodeje svého majetku. V dalším období se živil skládáním scénické hudby pro televizi a výrobou reklamních spotů. Na konci roku 1992 se vrátil do skupiny Toyen. V roce 1993 s kapelou odjel do USA a později natočil legendární album Malíř smutnej, kde dostal prostor pro své vlastní verze dvou písniček. Jako producent se s kapelou podílel i na albu cover verzí písní z repertoáru Karla Gotta. V témže roce začal natáčet společný projekt s folkovým zpěvákem Bobem Fliedrem pro vydavatelství Rosa. Album Do kostela v džínách vyšlo nejprve na kazetě a bylo pokračováním spolupráce z konce 80. let, kdy se natáčení jedné písničky zúčastnil i bubeník Petr Kumandžas.
Ze zdravotních důvodů musel v roce 1994 na několik let zanechat aktivní činnosti. Výjimkou byla čistě akustická hudba v projektu Acoustic Factory s houslistkou Ivanou Vítkovou a experimenty s etnickými nástroji. Začal vystupovat v pražském klubu Awika, kde se představil i jako hráč na steeldrum. V televizním vysílání Snídaně s Novou předvedl divákům hru na tibetský zvon a vlastní zpěv v písničce Když přichází noc. Občas se prosadil jako studiový hudebník. Jeho akustické kytary jsou slyšet v písničce Cikánský král Daniela Nekonečného. V roce 1998 vydal první dvě alba u vydavatelství Fontána Music Library, které měly původně vyjít pod názvy Vojtěch a Aum. Pět let se věnoval folkové hudbě a vícehlasému zpěvu jako vedoucí skupiny Peter, Paul & Mary Revival Prague, aniž by kapela tušila, že má v Praze konkurenci s prakticky stejným názvem. Příležitostně vystupoval v pražských klubech s muzikanty z hnutí Haré Kršna a zahrál si i s Janou Koubkovou. Produkoval nahrávky skupin Laura a její tygři, Bosworth a La Magra. Zkoušel hrát na bicí s punkovou skupinou MHD. V roce 2001 kompletně přepracoval album Do kostela v džínách pro vydání na CD. V červenci 2002 se v Praze setkal podruhé s dalajlámou. Začal spolupracovat na projektu Caricia se skladatelkou a zpěvačkou Simonou Košařovou a založil krátce existující jazz rockovou skupinu New Company, kde hrál na baskytaru. Jako varhaník navázal spolupráci s bluesovým kytaristou Milanem Špačkem a kapelou Blues Birds. Ve vlastní produkci natočil album skupiny Rock 'n' Roll Gang se zpěvákem Tony Škráškem, věnované 50. výročí rock and rollu. Jako baskytarista začal hrát afro pop se skupinou Vox Afrika. Později pokračoval jako hráč na klávesy s kapelou Tshikuna. Pražcovou i bezpražcovou baskytaru následně uplatnil v kapele Míchačky Betonu s Antonínem Smrčkou jako zpěvákem a kytaristou. Pro Fontána Music Library připravil další dvě alba instrumentální hudby. V roce 2005 obnovil už potřetí skupinu Zikkurat, tentokrát jako punkovou kapelu s mladými muzikanty. Kapela prošla mnoha personálními i stylovými změnami a v létě 2016 představila nový program Zikkurat hraje Zappu. V posledních letech založil hardrockovou skupinu Atomic Overdrive a jazzfunkový James Bond Quartet, ve kterém hrál na varhany Hammond. Po znovuobnovení Půlnoci v roce 2011 vystupoval jako kytarista hlavně s touto kapelou. V roce 2013 s Půlnocí nahrál živé album Údolí ohně. V listopadu 2016 absolvoval několik pražských koncertů s americkou skupinou Red Tail Hawk. V roce 2018 začal spolupracovat s textařem Milanem Princem. V roce 2019 občas koncertoval s Mikolášem Chadimou a stal se členem Pěveckého sboru zaměstnanců České televize. V současné době se věnuje hudbě The Beatles v pražské kapele The Songs, vlastním projektům a práci na archívu koncertních nahrávek a videozáznamů.

## Diskografie
1. Zikkurat (náklad 1 ks, 1980) Maxi EP
2. Czech! Till Now You Were Alone (1984) LP
3. Zikkurat ‎– 1979–81 (neoficiální, 1984) MC
4. Mýdlo ‎– Dieta / Půjdu zas spát sám (1984) SP
5. Akce Punk (1990) LP
6. Půlnoc / Echt – Sanitka pro Rumunsko (1990) EP
7. Půlnoc (1990) LP
8. Půlnoc / Garáž (1990) Maxi EP
9. Magical Czechoslovakia Tour (neoficiální, 1990) MC
10. Půlnoc (nahrávky z LP a Maxi EP, 1991) CD
11. Zikkurat ‎– 1979–82 (1991) 2LP
12. Temelín – Fuckland (1991) LP
13. Toyen – Malíř smutnej (1993) CD/MC
14. HerrGott!!! Vol. 2 (1993) CD
15. Bob Fliedr – Do kostela v džínách (1994) MC
16. Daniel Nekonečný – Nekonečný šum (1996) CD/MC
17. Zikkurat ‎– Zikkurat (1997) CD/MC
18. Meditation 1 (Fontána Music Library 1998) CD
19. Esoteric 1 (Fontána Music Library 1998) CD
20. Black Point Sampler 1994–1998 (CD)
21. Vilém Čok ‎– Čok'o'láda (2000) 2CD/MC
22. Bob Fliedr – Do kostela v džínách 2001 (CD/MC)
23. Meditations 2 (Fontána Music Library 2004) CD
24. Unexplained (Fontána Music Library 2004) CD
25. Míchačky betonu – Live 2004 Stadion Dobřejovice (CD)
26. Půlnoc 1991 (2005) Remaster CD
27. F.P.B. ‎– Kniha přání a stížností (2008) 3CD
28. Půlnoc – Kniha noci 1988–1989 (2010) 2CD
29. 10 let bez Mejly – Palác Akropolis 8.1.2011 (CD)
30. Půlnoc – Palác Akropolis 8.1.2011 (Private Collection) CDR
31. Pocta českému undergroundu (2011) 2CD
32. Půlnoc – Údolí ohně (2013) CD
33. The Velvet Underground – Reunion 15 6 90 (2017) LP
34. Milan Princ ‎– Marion & Damiel (2018)